# 黃芷淵
黃芷淵（英語：Jenny Wong Tsz-yuen，1987年4月20日—），香港行政長官辦公室特別助理、鳳凰衛視新聞前副總監／高級記者、香港選委會委員、全國港澳研究會會員、港區全國青聯委員、香港問題評論員、專欄作家、主持人。畢業於香港中文大學藝術系、香港浸會大學媒體管理碩士、清華大學公共管理學院（EMPA）香港政務人才項目（在讀）。 曾赴美國專修藝術、傳媒。2006年獲選為「香港十大傑出學生」。 
2010年參選香港新聞台「未來主播全球招兵戰」獲得冠軍，加入媒體行業，任職新聞主播及記者。 
2011年加入鳳凰衛視，負責粵語及普通話雙語新聞報導，曾多次前往世界多國，擔任重大新聞事件及大型國際會議的特派記者。
香港再出發大聯盟《立法群英再出發》系列節目製片人、主持人，記錄90位立法會議員的個人經歷和故事，於香港及內地各大媒體播出。
曾出版《我在身分迷失中成長》、《我們在現場---從香港出發》，並與同張愛玲並稱為「南玲北梅」的當代著名作家梅娘共同出版《與青春同行》《邂逅相遇》《大作家與小畫家》等作品。
現擔任三策智庫秘書長、一國兩制青年論壇副秘書長、粵港澳大灣區青年協會媒體顧問、親政府派香港再出發大聯盟的共同發起人之一。
2022年香港行政長官選舉期間，擔任李家超競選辦助選成員，並主持其參選行政長官記者會、政綱發布會、《我和我們 同開新篇》造勢大會等。

## 經歷
黃芷淵出生於香港，讀了十三年女校 ，畢業於聖士提反女子中學附屬小學及聖士提反女子中學，在校為學生長及學生會核心成員，曾擔任校園電視主席、校報校刊委員會編委等。

2006年，黃芷淵獲選為「香港十大傑出學生」，入讀香港中文大學，主修藝術系、副修政治與行政學系。曾赴美國專修藝術、傳媒。後獲香港浸會大學媒體管理碩士學位。

### 職業生涯
2010年參選香港新聞台「未來主播全球招兵戰」獲得冠軍，任職新聞主播及記者，曾擔任主播、天氣主播、節目主持人、新聞記者、專題記者等。

2011年轉職鳳凰衛視，負責粵語及普通話雙語新聞報導。曾多次赴日本、韓國、新加坡、馬來西亞、泰國、俄羅斯、哈薩克斯坦、埃及等採訪報導，擔任重大新聞事件及大型國際會議的特派記者，並擔任多間媒體的專欄作家及香港問題特約評論員。

黃芷淵曾參與的重大新聞採訪報導包括：香港行政長官選舉、香港回歸二十週年系列報導、上海世博會、歷史性習馬會、全國兩會、中共十九大會議、中國國家領導人外事訪問、俄羅斯總統大選、泰國政變、緬甸政權交接、東盟國家領導人會議、金磚國家領導人會議、G20國家領導人會議、上合組織領導人峰會、博鰲亞洲論壇等。

曾多次擔任大型活動主持及司儀，包括：獻禮港珠澳大橋通車交響合唱音樂會、韓國瑜訪港之高雄市經貿推介會、一國兩制青年論壇青年大灣區發展前景研討會、香港政商界國慶文藝晚會、《尋根追夢，同心同行》青年論壇、十九大後香港新定位論壇、香港書展名作家系列講座、香港書展兒童慈善閱讀活動、更曾在香港再出發大聯盟成立典禮擔任司儀。 

2022年香港行政長官選舉期間，主持李家超參選行政長官記者會、政綱發佈會、《我和我們 同開新篇》造勢大會等。

曾專訪的著名人物包括：泰國前總理英拉、泰國前副總理素貼·特素班、中國外交部部長王毅、中國外交部前部長李肇星、港澳辦前常務副主任陳佐洱、關島總督埃迪·卡爾沃；香港多任行政長官，包括全國政協副主席董建華、梁振英、林鄭月娥、現任行政長官李家超等。

## 曾出版書籍
- 1995年起擔任《兒童文學藝術》雜誌主筆小畫家。

- 1999年與同張愛玲並稱為「南玲北梅」的當代著名作家梅娘、黃芷淵的妹妹黃茵淵共同出版《大作家與小畫家》。[3]

- 2011年出版《邂逅相遇---梅娘·芷淵·茵淵書札》，翌年出版香港版《與青春同行---梅娘與芷淵、茵淵通信集》。本書是梅娘91歲的封筆之作，是她與黃芷淵、黃茵淵長達十幾年的通信集，展示了世紀文學老人對人生、歷史和現實的感悟，也對當下青少年成長和教育中的困惑提出了自己的見解。[15]

- 2016年出版《我們在現場---從香港出發》。這本書在黃芷淵加入鳳凰衛視五年之時出版，記錄了她在新聞現場採訪的點點滴滴，還有在第一線與她並肩作戰的攝影師們不為人知的內心自白，以及他們在鏡頭背後的故事。[16]

- 2019年出版《我在身分迷失中成長》。黃芷淵說，她是在國民身分「迷失」中成長的一代，是土生土長的香港人，更是香港的「真本土」。這本小書不僅僅記錄了她對香港點點滴滴的思考和觀察，更包含了很多疑問和冀望，面對眾多挑戰和變幻莫測的未來，但願香港人仍能「既是同舟在獅子山下且共濟，拋棄區分求共對」。[17]

### 外界評價
評《邂逅相遇》《與青春同行》：

- 馬家輝（香港資深媒體人、文化評論學者）：「半個世紀過後，我發現，原來這樣的書信，都有著一個因果的暗示。那是梅娘和這兩個亭亭玉立的姑娘，更是梅娘本人，對人生善美正直的信念。這種往來的最大得益者，應是芷淵茵淵兩姐妹，而我們讀者，是在其中得著一些小小的如寒冬一杯熱茶的暖意。這是溫暖之書。小姑娘們端來一杯暖茶，我們，喝之喜之。」 [18]
- 凱雷（資深媒體人）：「梅娘有一年看到北京酷寒買菜的煩惱，書中有言‘這滄桑情思，其實是知識分子的遺存，道盡了脈脈心曲’，深得我心。黃芷淵筆下的香港社會，正是這樣，有大的主題，更有市井百態歷史遺存的脈脈心曲。」
- 殷實（資深軍旅文學評論家）：「以我看到的七十餘封信而言，這是一種奇妙的對談和交流，是超越了年齡、閱歷和社會時空的精神交匯，也是純淨心靈的敞開與接納。」 [19]
- 腳印（《邂逅相遇》責任編輯）：「本書展示了一位世紀文學老人對人生、歷史和現實的感悟，也對當下青少年和教育中的困惑提出了自己的見解。與梅娘通信的兩姐妹，熱情，單純，成長為香港傑出青年。」[20]

評《我們在現場---從香港出發》：

- 劉長樂：在鳳凰推行「名主持人、名評論員、名記者」的「三名戰略」的進程中，我欣喜地看到了黃芷淵的成長⋯⋯ 芷淵進入鳳凰的時間不長，短短的五年之中，竟然迅速成長為「主力」，這與她的勤奮與努力是分不開的，在本書中，那些危機時刻，那些不眠之夜，都可以看到芷淵不懼不棄，直面困苦的身影。大事發生時衝向一線，絕不放棄任何一個線索和機會，力求把事實真相如實地告訴觀眾，芷淵做到了。[21]

評《我在身分迷失中成長》：

- 劉兆佳：芷淵這本《我在身分迷失中成長》的散文集提供了另外一種探究和描述社會現象的範例。她的文章具有一些明顯特徵：文字生動雋永、題材貼近生活、趣味性濃厚、個人感情和個性突出、涉獵的社會現象範疇廣闊、展示出很強和細微的洞察力，以及對她筆觸下的人和事的關懷和愛護。這些文章充分反映芷淵作為一名有藝術修養的出色新聞從業員的訓練和造詣。在閱讀了她數十篇散文後，作為長期從事香港問題研究的我也獲益良多，視野也因此而開闊不少。芷淵的文章其實也表達了她作為一位土生土長的香港青年對香港的熱愛和關心。除了解構香港的一些問題外，她也為香港未來的發展出謀獻策，希望為回歸後目前正處於十字路口的香港找尋方向，也為自己作為香港的中國人在香港的關鍵時刻為國為港而努力籌謀。 [17]

## 曾發表文章
曾於《明報》《香港文匯報》《香港商報》《亞洲週刊》《思考香港》《紫荊時評》《觀察者網》《上海觀察》《環球時報》《上海文匯報·筆會》《文學報》《新民晚報·夜光杯》《馬來西亞中國報》等發表時政評論及文學散文專欄文章。曾發表文章包括：

- 〈我是一名記者 —— 寫在我的第十個記者節前夕〉[22]
- 〈2019年夏天，我所經歷的香港亂局〉[23]
- 〈《逃犯條例》修例風波的四點反思〉[24]
- 〈修例風波後續的沙盤推演和應對預案建議〉[25]
- 〈解構香港困局新現象及應對建議〉[26]
- 〈香港區選結果塵埃落定，那接下來呢？〉[27]
- 〈未來特首應具「大局戰略思維」〉[28]
- 〈香港需要「解困新聞學」〉[29]
- 〈香港應建立「港式旋轉門」機制〉[30]
- 〈香港抗疫「起大早趕晚集」〉[31]
- 〈抗疫不能「等運到」〉[32]
- 〈台灣大選如世代之爭〉[33]
- 〈香港青年：這裏有未來，也有愛〉[34]
- 〈香港立法會選舉解碼〉
- 〈拆局香港區議會選舉〉[35]
- 〈香港優勢逆轉，產業如何自救？〉[36]
- 〈香港智庫發展及「智庫媒體化」趨勢〉[37]
- 〈港鐵縱火案，該給香港應急管理幾分？〉[38]
- 〈我，在身份迷失中成長的香港女孩〉[39]
- 〈回歸二十年，香港的變與不變〉[40]
- 〈我切身感受到的香港移民回潮〉[41]
- 〈深港通開通是利好還是利空？〉[42]
- 〈香港每五人就有一人貧窮？〉[43]
- 〈香港應抓住「高鐵新時代」契機〉[44]
- 〈寫在高鐵香港段通車前：我是「動感號」第一批乘客〉[45]
- 〈香港迎來不一樣的高鐵春運〉[46]
- 〈大灣區時代下香港的危與機〉[47]
- 〈粤港澳大灣區的「飛地」模式〉[48]
- 〈保持距離感，是香港人冷漠，還是彼此尊重？〉[49]
- 〈尋找香港的凌晨工作者〉[50]
- 〈香港人的英文名故事〉[51]
- 〈在香港，我讀了十三年女校〉[13]
- 〈香港需要一場「土地大改革」〉[52]
- 〈香港文化政策的回眸與展望〉
- 〈香港應直面醫療制度核心癥結〉[53]
- 〈我所接觸的韓國瑜：反套路〉[54]
- 〈澳門賽狗的集體回憶〉[55]
- 〈從東盟防長會到外長會：南海問題炒作挑撥失敗〉
- 〈專訪關島總督卡爾沃〉[56]
- 〈中非合作論壇北京峰會：寫在北京峰會開幕之前〉[57]
- 〈我與梅娘奶奶的書信緣〉[58]
- 〈道別來不及說再見〉[59]
- 〈香港最後的古樸漁村〉[60]
- 〈在符拉迪沃斯托克的不期而遇〉[61] 等。

## 外部連結
- 黃芷淵的新浪微博 （页面存档备份，存于）
- 黃芷淵的騰訊微博 （页面存档备份，存于）
- 黃芷淵的微信公眾號：芷渊说
- 專訪鳳凰衛視記者黃芷淵：書寫鏡頭背後的故事 （页面存档备份，存于）
- 鏡頭背後，我們在現場 （页面存档备份，存于）